# 横須賀市自然・人文博物館
横須賀市自然・人文博物館（よこすかししぜん・じんぶんはくぶつかん）は、神奈川県横須賀市にある市営の博物館。自然博物館と人文博物館の2館で成り立っており、三浦半島の自然と人文、両分野の資料の展示や保存、研究を行っている。

## 概要
横須賀市内の閑静な住宅地の中に位置した博物館である。横須賀市文化会館が隣接。展示物の多くは三浦半島地域ゆかりの品々。総合博物館であるため幅広い品々を観賞できるのが魅力である。
1956（昭和31）年4月に皇太子明仁親王が行啓、同年8月22日に義宮正仁親王お成り。

### 付属施設
- 馬堀自然教育園(横須賀市馬堀町4丁目10-3)
  - 1959（昭和34）年開設、面積は約3.8ha。タブノキやスダジイ、オオシマザクラなどの樹木が生い茂った山々を散策できる。園内の川には6種のホタルが生息している。
陸軍重砲兵学校の跡地に開設されており、かつての校庭の隅に「重砲兵発祥の地」という碑がある。[2]
- 天神島臨海自然教育園(横須賀市佐島3丁目7-2)
  - 相模湾に浮かぶ天神島の中に置かれた教育園。天神島とすぐ沖合にある笠島及び周辺海域の自然を保護することを主とした目的を持つ。園内には横須賀市の花であるハマユウなど海浜植物や海岸動物が多く生息している。1999（平成11）年にビジターセンターがオープンした。
- ヴェルニー記念館の管理も行っている。

## 交通アクセス
- 京急本線横須賀中央駅から徒歩10分。または横須賀線横須賀駅、 衣笠駅から京浜急行バス「文化会館前」下車、徒歩5分。

## 周辺情報
- 平和中央公園
- 横須賀市文化会館
- 神奈川県道26号横須賀三崎線